# Robert S. Olmstead
Robert Stanford Olmstead (ur. 28 lipca 1886 w Sheldon, zm. 23 września 1923 w Brukseli) – amerykański pilot balonowy.

## Życiorys

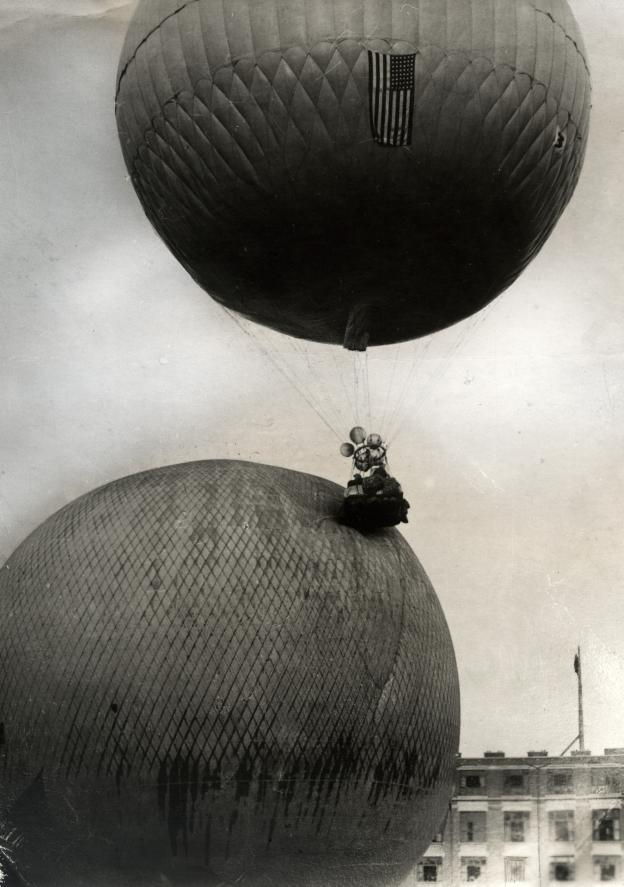
Olmstead (1923)

Olmstead uczęszczał do Tufts College. Po ukończeniu studiów inżynierskich wstąpił do szkoły pilotów balonowych w Fort Omaha w Nebrasce. Po jej ukończeniu w 1918 roku otrzymał stopień podporucznika. W 1920 roku zajął 7 miejsce podczas wyścigu w Birmingham w Alabamie. W 1923 roku wygrał krajowe eliminacje do zawodów o Puchar Gordona Bennetta. Podczas XII zawodów, które rozpoczęły się 23 września w Brukseli zginął po uderzeniu piorunem. Razem z nim zginął John W. Shoptaw. Nie był żonaty. W październiku 1923 roku jego ciało zostało przewiezione do USA na statku U.S.S. Sapelo Thursday. Został pochowany na cmentarzu w Sheldon.